# ラバウル

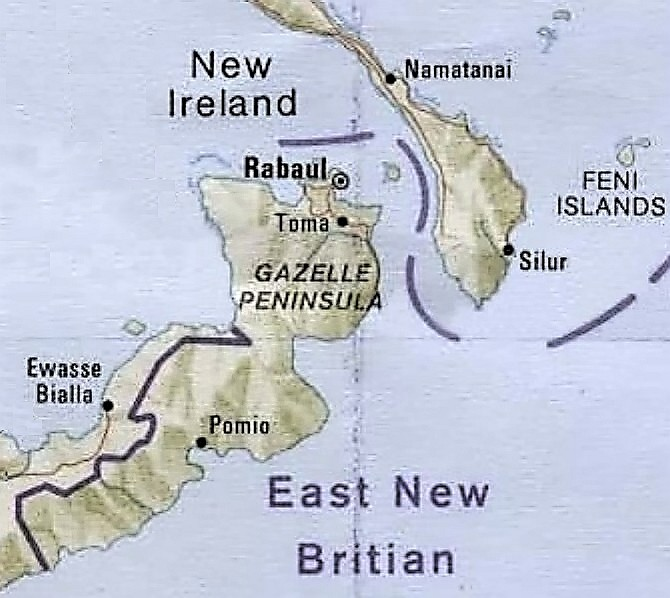
位置

ラバウル（英語: Rabaul、ラボール）は、パプアニューギニアの島嶼地方東ニューブリテン州の町。人口は4785人（2011年）。ニューブリテン島のガゼル半島東側に位置し、良港シンプソン湾を臨む。東ニューブリテン州の州都であったが、火山の噴火でココポに遷都した。
ラバウルはコプラやコーヒー、ココアの産地として有名。なお、周囲は火山地帯として知られ、シンプソン湾自体もカルデラである。ドイツ領ニューギニア時代の名称はシンプソンハーフェン。

## 人口
- 1980年9月22日：1万4954人
- 1990年7月11日：1万7044人
- 2000年7月9日：3907人
- 2011年7月10日：4785人

## 歴史

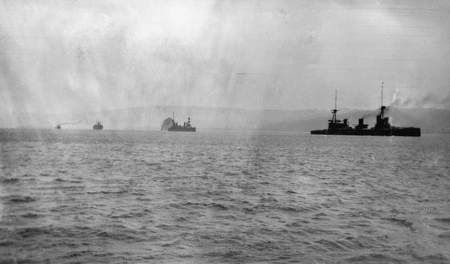
1914年9月にラバウルで撮られたオーストラリア艦隊

1910年にドイツが建設した街である。第一次世界大戦までドイツの統治下にあったが、1914年9月、オーストラリア軍が占領。その後オーストラリアにより統治される。

### 日本軍の占領
第二次世界大戦中の1942年1月23日には、オーストラリア軍とイギリス軍と戦った末に日本軍が占領し、1942年11月20日着任した今村均陸軍大将などの指揮によって、東南方面への一大拠点が築かれる。ラバウル航空隊の基地があり、連合軍側からは「ラバウル要塞」と呼ばれた。
日本軍の占領後は、陸海軍合わせて9万余の大軍が配置された。日本軍は豊富な兵力と自給自足体制による食料の確保、そして堅固な要塞を築き上げていた。なお、イギリス軍やオーストラリア軍、アメリカ軍など連合軍が1943年の夏以降に日本に対し反攻に出た時、ラバウルは補給線を切断され後方に取り残されている（飛び石作戦）。
その後も駐留していた日本軍は度重なる連合国軍による攻撃に耐えつつ、兵力を温存し洞窟陣地に篭もり武器を自作するなどし、食料や日用品の自給自足体制まで整え「籠城」を行った。当時南東方面艦隊参謀長であった草鹿龍之介は、仮に連合国軍が大兵力で攻め寄せてきたとしても10万以上の大出血を強いたであろうと語っている。
これをみた連合軍は、反攻にあたり頑強な抵抗が予想されるラバウルを占領せず包囲するにとどめた結果、1945年8月の終戦まで日本が占領し、日本軍のオーストラリアへの空襲などに使われた。
1945年9月6日、今村均大将と草鹿任一中将が、ラバウルに停泊したオーストラリア軍艦艇に赴き降伏文書に調印。同年9月10日、オーストラリア軍がラバウルに進駐した。その後、ラバウルには連合国側の手で収容所が建設された。

### 火山の噴火

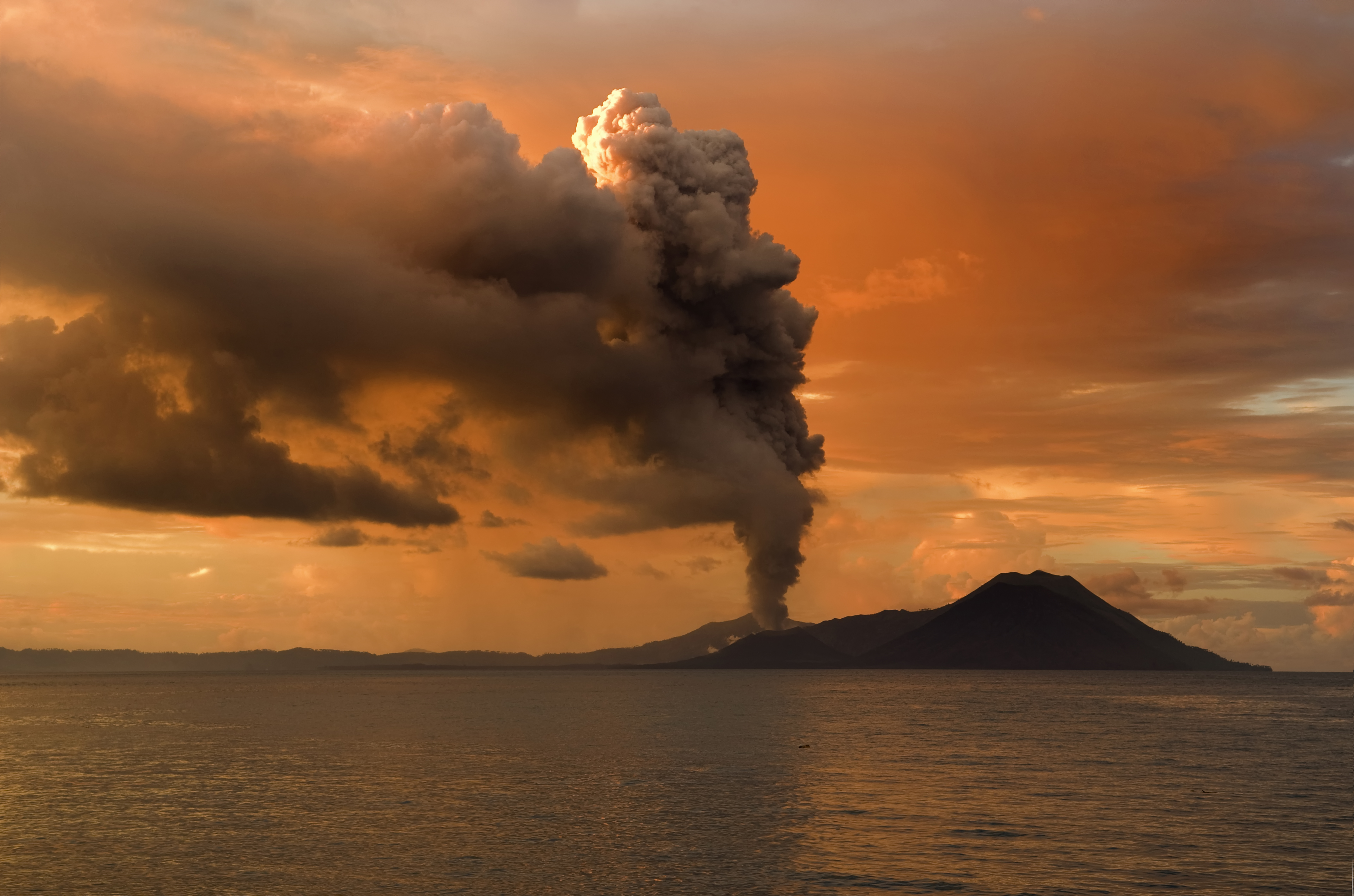
噴火中のタブルブル山

ラバウル市は、南北14km、東西8kmのBlanche湾（ラバウルカルデラ）を囲む火山群の北西端にある。
536年の噴火が世界中の気象を変え（535年から536年の異常気象現象）、過去2000年で最悪の気候をもたらしたという説がある。535年のクラカタウ火山（インドネシア）の爆発も原因であるという説や、彗星衝突説もあり、はっきりしていない。
1878年の爆発でブルカン火山が形成された。
1937年のオーストラリア領の時、2つの山が同時噴火し507人が死亡した。オーストラリアはニューギニア地区の中心をラバウルに置いていたが、ラエに移動させた。
1941年12月の日本とオーストラリア間の開戦当時に小噴火を繰り返していたタブルブル火山（Tavurvur、日本名は「花吹山」）は、1942年6月に噴火が終わった。
1994年、近郊のタブルブル火山（Tavurvur Volcano）とブルカン火山（Vulcan Crater、日本名は西吹山）の同時噴火によって5m以上の降灰が市街を襲い大きな打撃を受けている。住民は近郊の山林に避難し、ラバウル空港は放棄され、南東に20km離れたココポの町に新空港と政府機関が移転した。ラバウル付近では各国の援助で再建が進むものの、旧市街は降灰に埋もれ放棄されたままである。

## ラバウルに関する作品
- ラバウル小唄（作詞：若杉雄三郎、作曲：島口駒夫）
- ラバウル海軍航空隊（作詞：佐伯孝夫、作曲：古関裕而）
- Rabaul Kouta ラバウル小唄 2018（作詞：若杉雄三郎、作曲：島口駒夫 編曲：高野 悠己）
- 水木しげる『水木しげるのラバウル戦記』筑摩書房〈ちくま文庫〉、1997年7月。ISBN 978-4480032867。